# Liste der Kulturgüter in Schönenwerd
Die Liste der Kulturgüter in Schönenwerd enthält alle Objekte in der Gemeinde Schönenwerd im Kanton Solothurn, die gemäss der Haager Konvention zum Schutz von Kulturgut bei bewaffneten Konflikten, dem Bundesgesetz vom 20. Juni 2014 über den Schutz der Kulturgüter bei bewaffneten Konflikten sowie der Verordnung vom 29. Oktober 2014 über den Schutz der Kulturgüter bei bewaffneten Konflikten unter Schutz stehen.
Objekte der Kategorien A und B sind vollständig in der Liste enthalten, Objekte der Kategorie C fehlen zurzeit (Stand: 1. Januar 2023).

## Kulturgüter
| Foto |                                                                                      | Objekt                                                     | Kat. | Typ | Standort                                                                                           | Beschreibung |
| ---- | ------------------------------------------------------------------------------------ | ---------------------------------------------------------- | ---- | --- | -------------------------------------------------------------------------------------------------- | --- |
| ja   | Datei hochladen · Wikidata zu Christkatholische Stiftskirche St. Leodegar (Q2348807) | Christkatholische Stiftskirche St. Leodegar KGS-Nr.: 04669 | A    | G   | Schmiedengasse 29–31 642723 / 246929                                                               | |
| ja   | Datei hochladen · Wikidata zu Bally-Areal (Q29525229)                                | Bally-Areal KGS-Nr.: 09288                                 | A    | G   | Oltnerstrasse 4–18 / Bahnhofstrasse 13–27 / Gösgerstrasse 13–24 / Parkstrasse 1–36 642097 / 246251 | Umfasst Haus zum Felsgarten mit Schuhmuseum, Schlössli, Werkschule, ehemaliges Arbeitercasino, Hotel Storchen, Alter Storchen, Pärkli mit Denkmal Carl Franz Bally, Obere Fabrik, Magazin-Areal, Maschinengebäude, Herrenschuhfabrik, Stanzerei, Gummischuhfabrik, Arbeiterunterkünfte, Kosthaus, Kornspeicher, Pagode, Pfahlbauten sowie Parkanlage mit Fabrikkanal und eiserner Brücke. Teile des Parks liegen auf dem Gemeindegebiet von Gretzenbach (KGS-Nr. 14000). |
| BW   | Datei hochladen · Wikidata zu Museum Bally-Prior (Q29881232)                         | Gebäude des Schweizerischen Zündholzmuseums KGS-Nr.: 04672 | B    | G   | Oltnerstrasse 80 642362 / 246490                                                                   | Erbaut 1910 als Museum Bally-Prior |
| ja   | Datei hochladen · Wikidata zu Gugelmann-Museum (Sammlung) (Q27488799)                | Paul-Gugelmann-Museum KGS-Nr.: 10999                       | B    | S   | Schmiedengasse 37 642769 / 246921                                                                  | |
| ja   | Datei hochladen · Wikidata zu Alte Propstei (Q29881234)                              | Alte Propstei KGS-Nr.: 11228                               | B    | G   | Aarauerstrasse 10 642661 / 246955                                                                  | |
| BW   | Datei hochladen · Wikidata zu Sälischulhaus (Q29881238)                              | Sälischulhaus und Turnhalle KGS-Nr.: 11229                 | B    | G   | Schmiedengasse 22, 18 642820 / 246849                                                              | |
| BW   | Datei hochladen · Wikidata zu Wohnhaus mit Brunnen-Denkmal (Q29881239)               | Wohnhaus mit Brunnen-Denkmal KGS-Nr.: 11230                | B    | G   | Schmiedengasse 20 642815 / 246876                                                                  | |
| BW   | Datei hochladen · Wikidata zu Villa Tannheim mit Gartenhaus und Park (Q29881229)     | Villa Tannheim mit Gartenhaus und Park KGS-Nr.: 11231      | B    | G   | Gösgerstrasse 1, 3 642514 / 247027                                                                 | |